# ليزلي ريتش
ليزلي ريتش (بالإنجليزية: Leslie Rich)‏ هو سباح أمريكي، ولد في 29 ديسمبر 1886 في سومرفيل في الولايات المتحدة، وتوفي في أكتوبر 1969 في ديد سيتي في الولايات المتحدة.

## وصلات خارجية
- ليزلي ريتش على موقع أوليمبيديا (الإنجليزية)